# Phyllonoma
Phyllonoma – rodzaj roślin z monotypowej rodziny Phyllonomaceae z rzędu ostrokrzewowców (Aquifoliales). Obejmuje 5 gatunków występujących na obszarze od Meksyku poprzez Amerykę Środkową, po Andy w Ameryce Południowej między Kolumbią i Boliwią. Są to krzewy i niewielkie drzewa wyróżniające się tym, że ich drobne kwiaty wyrastają z blaszki liściowej. Nie jest znane ich znaczenie ekonomiczne.

## Morfologia
PokrójKrzewy lub niewielkie drzewa o nagich pędach.
LiścieSkrętoległe, z pojedynczą blaszką liściową, z drobnymi przylistkami u nasady, często frędzlowatymi.
KwiatyDrobne, obupłciowe, promieniste, wyrastają w postaci wierzchotek jednoramiennych z żyłki centralnej na górnej powierzchni blaszki liściowej blisko wierzchołka liścia. Kwiaty są 4- lub 5-krotne. Zarówno działki kielicha), jak i płatki korony są wolne, mają barwę zielonkawą, czerwonawą lub żółtawą. Pręcików jest 5. Zalążnia jest górna, powstaje z dwóch owocolistków i zawiera jedną komorę z niepełną przegrodą. Zalążki są liczne, ścienne. Na szczycie zalążni znajduje się okazały dysk miodnikowy.
OwoceJagody zawierające od 3 do 6 nasion.

## Systematyka
Rodzaj należy do monotypowej (czyli zawierającej tylko ten takson) rodziny Phyllonomaceae  Small in N.L. Britton, N. Amer. Fl. 22(1): 2. 22 Mai 1905 z rzędu ostrokrzewowców (Aquifoliales).
Tradycyjnie rodzaj ten zaliczany był w dawnych systemach (np. w systemie Cronquista z 1981) do rodzin agrestowatych Grossulariaceae lub twardziczkowatych Escalloniaceae. W systemie Takhtajana z 1997 rodzaj podniesiony do rangi rodziny Phyllonomaceae włączony był do rzędu Hydrangeales. Dowody molekularne oraz podobieństwa morfologiczne wskazały na bliskie pokrewieństwo tego rodzaju z rodziną Helwingiaceae, wraz z którą zaliczany jest do ostrokrzewowców Aquifoliales. 
Pozycja systematyczna według APweb (aktualizowany system APG IV z 2016)
|  | Cardiopteridaceae |
|  |                   |
|  | Stemonuraceae     |
|  |                   |

|  | Phyllonomaceae                                                                                  |
|  |                                                                                                 |
|  | \| \| Helwingiaceae – helwingiowate \| \| \| \| \| \| ostrokrzewowate Aquifoliaceae \| \| \| \| |
|  |                                                                                                 |
|  | Helwingiaceae – helwingiowate                                                                   |
|  |                                                                                                 |
|  | ostrokrzewowate Aquifoliaceae                                                                   |
|  |                                                                                                 |

|  | Helwingiaceae – helwingiowate |
|  |                               |
|  | ostrokrzewowate Aquifoliaceae |
|  |                               |

|  | Cardiopteridaceae |
|  |                   |
|  | Stemonuraceae     |
|  |                   |

|  | Phyllonomaceae                                                                                  |
|  |                                                                                                 |
|  | \| \| Helwingiaceae – helwingiowate \| \| \| \| \| \| ostrokrzewowate Aquifoliaceae \| \| \| \| |
|  |                                                                                                 |
|  | Helwingiaceae – helwingiowate                                                                   |
|  |                                                                                                 |
|  | ostrokrzewowate Aquifoliaceae                                                                   |
|  |                                                                                                 |

|  | Helwingiaceae – helwingiowate |
|  |                               |
|  | ostrokrzewowate Aquifoliaceae |
|  |                               |

Wykaz gatunków
- Phyllonoma cacuminis Standl. & Steyerm.
- Phyllonoma laticuspis (Turcz.) Engl.
- Phyllonoma ruscifolia Willd. ex Schult.
- Phyllonoma tenuidens Pittier
- Phyllonoma weberbaueri Engl.